# Аліс Капланджян
Аліс Капланджян (*1 січня 1952 року) — радянська та вірменська акторка театру і кіно.

## Життєпис
Аліс Капланджян народилася 1 січня 1952 року в Єревані. 1969 hjre вступила до Єреванського художньо-театрального інституту, який закінчила 1973. Njuj ; hjre акторка почала працювати у театрі імені Сундукяна.

## Вибіркова фільмографія
- Вершник, якого чекають (1984)
- Повернення (2010)